# Riohacha
Riohacha je město v Kolumbii s přibližně 270 000 obyvateli. Leží v ústí řeky Ranchería do Karibského moře a je hlavním městem departementu La Guajira. Ve městě a okolí žijí původní obyvatelé z etnika Wayúu, v jejichž jazyce se město nazývá Süchiimma.

## Historie
Podle nedoložené legendy město založil v roce 1535 Nikolaus Federmann. Z roku 1545 pochází písemná zpráva o osadě nazvané Panna Maria Santa María de los Remedios del Río de la Hacha. Výměnný obchod s domorodci se odráží v názvu města, který v překladu znamená „Řeka sekyr“. Místo proslulo lovem perel a pro svou odlehlost bylo často ohrožováno piráty. V roce 1596 město vypálil Francis Drake a v roce 1769 vzbouření indiáni, po svém obnovení získalo přezdívku „Fénix Karibiku“. Nový rozvoj nastal po roce 1965, kdy se stalo administrativním centrem departementu. 

## Přírodní poměry
Průměrná roční teplota se pohybuje okolo 28 °C. Riohacha má semiaridní podnebí a nabízí turistům písečné pláže i výlety do pohoří Sierra Nevada de Santa Marta. Nedaleko se nachází rezervace Santuario de Fauna y Flora Los Flamencos, kde žije plameňák karibský, kardinál ohnivý a kolibřík rusoprsý. Návštěvníkům slouží letiště Aeropuerto Almirante Padilla, pojmenované podle místního rodáka Josého Prudencia Padilly, bojovníka za nezávislost Kolumbie. 

## Ekonomika
Riohacha je významným obchodním přístavem. Hlavními hospodářskými odvětvími jsou pěstování skotu a prasat, těžba dřeva, rybolov, získávání mořské soli a zpracování slonovníku a vlákna z agáve. Typickým místním jídlem je friche, připravované z kozího masa.

## Kultura
Od roku 1952 je město sídlem římskokatolické diecéze Riviascianensis, katedrála Nuestra Señora de los Remedios byla vysvěcena v roce 1852. Riohacha je rovněž proslulým centrem hudebního stylu vallenato. Od roku 1969 se koná slavnost Festival y Reinado Nacional del Dividivi, pojmenovaný podle typického místního stromu sapanu koželužského. Ve městě žila babička Gabriela Garcíi Márqueze, který Riohachu zmiňuje ve svých knihách. Sídlí zde Univerzita La Guajira, založená v roce 1977.